# Sphodromerus decoloratus
Sphodromerus decoloratus är en insektsart som beskrevs av Pierre Adrien Prosper Finot 1894. Sphodromerus decoloratus ingår i släktet Sphodromerus och familjen gräshoppor. Inga underarter finns listade i Catalogue of Life.